# Eccezione (diritto)
Una eccezione, nel diritto processuale, indica un fatto giuridico introdotto nel processo che estingue, modifica o impedisce l'efficacia dei fatti su cui si fonda la domanda di chi ha esercitato l'azione (fatti costitutivi).

## Eccezioni e mere difese
Le eccezioni,  in senso proprio, vanno tenute distinte dalle mere difese con le quali il convenuto contesta la fondatezza della domanda dell'attore adducendo che il fatto costitutivo non si è verificato o si è verificato con modalità diverse da quelle che ha prospettato oppure che la disposizione di legge da lui invocata non esiste o contiene una disciplina diversa da quella che ha indicato.
Poiché, a differenza della mera difesa, con l'eccezione vengono introdotti nel processo nuovi fatti, gli stessi devono essere provati secondo il principio dell'onere della prova. Anche le mere difese, però, possono avere un rilievo sul piano probatorio: infatti, se il processo è informato al principio di non contestazione (ed è questo il caso del processo civile italiano, quando non verte su diritti indisponibili, ex art. 115 c.p.c), i fatti non contestati non necessitano di prova, sicché contestando i fatti allegati dall'attore li si rende bisognosi di prova.

## Eccezioni in senso stretto e in senso lato
L'ordinamento può stabilire che oltre ad essere proposta da una parte, l'eccezione sia rilevabile d'ufficio dal giudice, nel qual caso si parla di eccezione in senso lato, mentre quando l'eccezione può essere solamente proposta da una parte si parla di eccezione in senso stretto
Nel diritto processuale civile italiano le eccezioni sono di regola rilevabili d'ufficio (ciò si evince a contrario dalla disposizione contenuta nell'art. 112 del Codice di procedura civile), sebbene ve ne siano alcune che devono essere proposte dalle parti (ad esempio, quelle di prescrizione e di compensazione).

## Eccezioni di merito e di rito
L'eccezione di merito consiste nell'allegazione dei fatti impeditivi, modificativi o estintivi del diritto soggettivo dedotto in giudizio dall'attore (il diritto sostanziale per la cui realizzazione è stata esercitata l'azione). Nel processo civile italiano le eccezioni di merito sono fatte valere dal convenuto nella comparsa di risposta, il suo primo atto difensivo.
L'eccezione di rito è, invece, lo strumento attraverso il quale si contesta la validità di un atto processuale e si costringe il giudice a pronunciarsi sulla stessa.